# Владимир Кличко — Александр Поветкин
Владимир Кличко против Александра Поветкина — боксёрский поединок в тяжёлом весе, на кону стояли титулы WBA super, IBF, WBO, IBO и по версии журнала The Ring. Бой прошёл 5 октября 2013 года на ринге спортивного комплекса «Олимпийский», (Москва, Россия). Победу единогласным решением судей одержал Владимир Кличко. Бой стал самым рейтинговым спортивным событием российского телевидения в 2013 году, а также самым рейтинговым событием года в Москве, опередив военный парад, посвящённый Победе в Великой Отечественной войне. В целом же, согласно некоторым оценкам, бой посмотрели около 23 миллиона россиян, примерно столько же людей видело бой на Украине. В Казахстане за боем наблюдало в среднем 5,4 миллионов человек.

## Предыстория

### 2008 год
Идея проведения поединка между Владимиром Кличко и Александром Поветкиным обсуждалась более 5 лет, начиная с 2008 года. В январе 2008 года Александр Поветкин победил Эдди Чемберса, и завоевал статус обязательного претендента по версии IBF, одного из титулов, по которому Владимир Кличко являлся чемпионом. В начале апреля немецкая промоутерская компания «Sauerland Event», представляющая интересы Поветкина, предложила Кличко 5 миллионов евро за проведение боя с её подопечным. Данное предложение было отклонено — Владимир твердо решил провести поединок с Тони Томпсоном, боксёром, который раньше стал обязательным претендентом по другой из версий, которой так же владел Кличко. Команда Александра продолжила попытки отстоять своё право на бой, в итоге IBF сумела погасить конфликт, санкционировав бой Кличко c Томпсоном и обязав при этом чемпиона встретиться с Александром до 26 ноября 2008 года. Данный вариант вполне устроил обе противоборствующие стороны.
В середине августа истекли четыре недели, отведённые IBF на урегулирование вопросов по организации боя за звание чемпиона мира в тяжелом весе Поветкин — Кличко. Поскольку договаривающиеся стороны не смогли достичь компромисса, Международная боксёрская федерация приняла следующее решение: все права на организацию поединка получала промоутерская компания, выигравшая назначенный на 16 сентября конкурс заявок на проведение титульного боя между Александром Поветкиным и Владимиром Кличко. Кроме того, IBF назвала ориентировочную дату встречи боксёров на ринге — 29 ноября 2008 года.
16 сентября промоутерская компания братьев Кличко «K2 Promotion» выиграла учрежденный IBF конкурс заявок, предложив за право на организацию боя более 13 миллионов долларов, что значительно превосходило сумму, заявленную на торгах «Sauerland Event» (чуть более 8 миллионов долларов). Поветкин за бой должен был получить более 3,3 миллионов долларов. Поветкин и Кличко должны были встретиться на ринге 13 декабря в немецком Мангейме. В конце октября Поветкин получил при подготовке к бою травму левой ступни (надрыв связок); его полное восстановление к 13 декабря исключалось.
В ноябре IBF вынесла своё решение относительно отмены боя Поветкин — Владимир Кличко. Поскольку Александр не смог выйти на ринг по причине получения им серьёзной травмы, за россиянином сохранялись претендентский статус и, соответственно, первая позиция в рейтинге данной организации. С действующим обладателем титула IBF Поветкин должен был встретится до 13 сентября 2009 года.

### 2009 год
В июле тренерский штаб Поветкина возглавил известный американский специалист Тедди Атлас. На нового наставника возлагались обязанности по подготовке Александра к возможному бою против Владимира Кличко. В конце того же месяца стала известна ближайшая дата выхода украинского чемпиона на ринг — 12 декабря. Его возможными соперниками назывались Поветкин, а также Эдди Чемберс, победивший в отборочном поединке по версии WBO и ставший официальным претендентом на принадлежащий Кличко чемпионский пояс данной организации. В итоге выбор Владимира пал на Чемберса; данное решение мотивировалось тем, что установленный WBO предельно допустимый срок, за который чемпион должен встретиться с официально претендующим на титул соперником, короче, нежели установленный IBF. Более того, позже выяснилось, что в связи с травмой связок левого плеча и перенесенной операцией Владимир Кличко сможет выйти на ринг против Чемберса лишь следующей весной. Другой причиной отмены декабрьского поединка, по словам менеджера украинца Берндта Бенте, были сложности с организацией телетрансляции боя на территории США. Таким образом, на встречу с Кличко официальный претендент на чемпионский титул в тяжёлом весе по версии IBF Александр Поветкин мог рассчитывать лишь летом 2010 года.
В октябре директор-распорядитель промоутерской фирмы «Sauerland Event» сделал заявление, что российскому боксёру будет предоставлена возможность сразиться за временное чемпионское звание по версии IBF. Причем по правилам Международной боксёрской федерации Поветкин не имел права участвовать в официальных боях до того времени, как выйдет на титульный поединок. Однако организовать схватку за временный титул не удалось — Эдди Чемберс, с которым первоначально хотели провести бой, отказался, так как был уже обязательным претендентом по версии WBO, а с Сэмюэлем Питером не захотела проводить бой уже команда Поветкина.

### 2010 год
В июле 2010 года Поветкин не явился во Франкфурт на пресс-конференцию, посвященную поединку, из-за ОРВИ. Представители Кличко подали протест в IBF на действия российского боксера, который, по их словам, «срывает рекламную кампанию боя», но, самое главное, не подписал контракт на поединок спустя 15 дней после проведения аукциона заявок, что является нарушением правил федерации. Также одной из причин неявки называлось запрет и отказ от боя тогдашним тренером Александра, Тедди Атласа.
3 августа 2010 года Александр Поветкин был понижен в рейтинге IBF и утратил позиции обязательного претендента за неподписание контракта в предусмотренный правилами срок с чемпионом, Владимиром Кличко, по причине неявки команды Александра Поветкина на предматчевую пресс-конференцию.

### 2011 год
В июле 2011 года Владимир Кличко в объединительном бою победил Дэвида Хэя и завоевал титул суперчемпиона WBA. Обычный же титул был сделан вакантным, который спустя менее двух месяцев выиграл Александр Поветкин, и в предусмотренный правилами WBA срок встреча Кличко и Поветкина должна была состояться в течение 18 месяцев.

### 2012 год
В октябре 2012 года на конгрессе WBA в столице Индонезии Джакарте Жилберто Мендоса сообщил, что бой Поветкин — Кличко должен состояться не позднее 27 февраля 2013 года: таковы условия организации, чемпионом которой является Владимир Кличко. Также, по информации boxko.ru, поединок Кличко-младшего с Мариушем Вахом станет последним перед боем с Александром Поветкиным.

### 2013 год
В 2013 году промоутерская компания Владимира Хрюнова во главе с Андреем Рябинским выиграла тендер на право организации боя между суперчемпионом Владимиром Кличко и чемпионом Александром Поветкиным, с общим призовым фондом 23,233 миллиона долларов. Распределение гонораров по правилам WBA, составило 75 % на 25 % в пользу Владимира Кличко. Таким образом гонорар Кличко должен был составить 17,4 млн долларов США.
Призовой фонд боя в размере $23,3 млн. обеспечили группа компаний МИЦ и «Роснефть». Организаторами выступили глава группы МИЦ Андрей Рябинский и председатель правления «Роснефти» Игорь Сечин.
Весной Кличко и Поветкин провели промежуточные поединки. Кличко встретился с итальянцем Франческо Пьянетой, а Поветкин — с поляком Анджеем Вавжиком. Кличко и Поветкин выиграли свои бои и 31 августа был назначен бой между ними. Позже дата была перенесена на 5 октября 2013 года.
Коэффициент на победу Кличко изначально составлял 1,1, а на победу Поветкина — 6,0. Но ближе к октябрю ставки на Поветкина стали расти, и в итоге на победу Владимира Кличко принимались ставки с коэффициентом 1,25 (а российские конторы давали коэффициенты 1,3-1,37), на победу Поветкина — 3,75. Если же бой закончится вничью, то каждый, кто поставил на такой результат, мог обогатиться в 29 раз. Досрочная победа Владимира оценивалась коэффициентом 1,50, а победа по очкам — 2,85.

## Поединок
5 октября 2013 года в спортивном комплексе «Олимпийский» в Москве состоялся долгожданный поединок двух олимпийских чемпионов по боксу в супертяжёлом весе — Владимиром Кличко (1996) и Александром Поветкиным (2004) за титулы чемпиона мира по версиям WBA (Super), IBF, WBO, IBO, а также по версии авторитетного журнала The Ring, которыми обладал Владимир.
Бой получился скучным, не зрелищным и очень грязным из-за чрезмерного количества клинчей. С первого и до последнего раунда поединок проходил с явным преимуществом Владимира. Кличко умело использовал свои преимущества над Поветкиным в росте, длине рук, массе тела и сильном джебе, а Александр ничего не смог противопоставить чемпиону. Поветкин, понимая, что на дальней дистанции он будет проигрывать, выбрал отработанную тактику сближения с соперником, чтобы его «ломать» на ближней дистанции, но она не привела к успеху. Кличко эффективно использовал свой фирменный левый джеб и постоянно «связывал» руки Александра в клинчах, наваливаясь на него своим весом. Ситуация повторялась весь поединок и рефери неоднократно приходилось разводить соперников. Тем не менее, тактика Владимира сработала — благодаря его точным ударам и блокированию попыток атак Александра в клинчах преимущество было на его стороне.
Во 2-м раунде Кличко отправил Поветкина в нокдаун левым коротким хуком с ближней дистанции. Поветкин впервые за профессиональную карьеру оказался в нокдауне. К 6-му раунду левые боковые удары Кличко сделали своё дело — у Александра образовалась гематома и начал заплывать правый глаз. В 7-м раунде бой превратился в открытое избиение Поветкина: Кличко затяжными атаками проводил серии, после которых Александр пытался спастись в клинчах, чтобы не упасть, но Владимир благодаря работе ног и толчкам, помимо высокого темпа ударов апперкотами ему в подбородок, выбивал Поветкина из равновесия и тот трижды оказывался на настиле ринга, но каждый раз находил в себе силы подняться и продолжать бой, еле держась на ногах.
В последующих раундах Александр ещё несколько раз оказывался на настиле ринга, но, тем не менее, сумел отстоять все 12 раундов. В 11-м раунде за толчок с Кличко сняли очко. Александр не раз пытался переломить ход боя, но Владимир в привычном для себя стиле уверенно контролировал ситуацию на ринге. В итоге тактика Кличко принесла свои дивиденды. По окончании поединка, в котором Владимир доминировал все 12 раундов, судьи отдали ему единогласную победу — 119:104. Владимир Кличко в 15-й раз защитил титулы чемпиона мира и нанёс первое поражение в профессиональной карьере Александра Поветкина, в абсолютно одностороннем бою.
В целом поединок больше походил на борьбу и реслинг, нежели на бокс, из-за постоянных наклонов и приседаний Поветкина, но Владимир превзошёл Александра по количеству ударов — 139 у Кличко против 59 у Поветкина. Владимир Кличко во время поединка почти не использовал свою ударную правую руку, в основном боксируя левой. После боя российские зрители освистали Кличко. За этот поединок Александр Поветкин получил от российских промоутеров рекордный для себя гонорар в размере 5,8 млн долларов, а Владимир Кличко — 17,4 млн долларов.
|                          | | |
| Соперник                 | Владимир Кличко — Александр Поветкин | Владимир Кличко — Александр Поветкин |
| Место проведения         | СК Олимпийский, Москва, Россия | СК Олимпийский, Москва, Россия |
| Результат                | Победа Владимира Кличко единогласным решением судей в 12-и раундовом бою | Победа Владимира Кличко единогласным решением судей в 12-и раундовом бою |
| Статус                   | Чемпионский бой за титул WBA super в тяжёлом весе (5-я защита Кличко); чемпионский бой за титул IBF в тяжёлом весе (15-я защита Кличко); чемпионский бой за титул WBO в тяжёлом весе (11-я защита Кличко); чемпионский бой за титул IBO в тяжёлом весе (15-я защита Кличко). | Чемпионский бой за титул WBA super в тяжёлом весе (5-я защита Кличко); чемпионский бой за титул IBF в тяжёлом весе (15-я защита Кличко); чемпионский бой за титул WBO в тяжёлом весе (11-я защита Кличко); чемпионский бой за титул IBO в тяжёлом весе (15-я защита Кличко). |
| Рефери                   | Луис Пабон | Луис Пабон |
| Счёт судей               | Тед Гимза: 119-104; Глен Фельдман: 119-104; Филип Вербеке: 119-104, все в пользу Кличко | Тед Гимза: 119-104; Глен Фельдман: 119-104; Филип Вербеке: 119-104, все в пользу Кличко |
| Счёт неофициальных судей | Харольд Ледерман: 119-104 в пользу Кличко | Харольд Ледерман: 119-104 в пользу Кличко |
| Трансляция               | Первый канал (Россия), HBO, RTL | Первый канал (Россия), HBO, RTL |
| Промоутер                | Андрей Рябинский (OblStroiFinans) | Андрей Рябинский (OblStroiFinans) |
|                          | Кличко | Поветкин |
| Вес                      | 109,6 кг | 102,4 кг |
| Результаты боёв          | 61 (51KO) - 3 - 0 | 26 (18KO) - 0 - 0 |
| Гонорар                  | 17 425 000 $ | 5 808 330 $ |

### Критика
Поединок преподносился общественности, как «бой десятилетия», но в итоге не оправдал ожиданий зрителей. 
- Тайсон Фьюри написал в своём Твиттере: «Я только что посмотрел самый отстойный в истории бокса бой за звание чемпиона в супертяжелом весе!!! Пара суровых идиотов обнимает друг друга!!!»[40].
- Леннокс Льюис отреагировал так: «Я не впечатлен этим боем. На мой взгляд, могло бы быть лучше. К тому же судья в некоторых моментах терял контроль над ходом поединка».
- Дэйна Уайт: «Кличко следовало дисквалифицировать, в двенадцатом раунде он не нанёс ни единого удара. И это чемпион мира в тяжёлом весе! Это позор, позор для мира бокса! И если это ваш чемпион-тяжеловес, то эта весовая категория умерла. Однажды я видел братьев Кличко в Лос-Анджелесе. Эти ребята монстры. Они огромны. Но Владимир не хотел драться. Он бегает и лапает соперника. Это отвратительно… Не могу поверить, что нашёлся кто-то, заплативший ему 17 миллионов долларов. То, что делают Кличко, это не бокс… Кличко не дерётся! Кто бы взялся сейчас утверждать обратное? Состоялся бы такой поединок не в Германии или в России, Кличко бы дисквалифицировали.»[41].
- Дмитрий Пирог: «В бою Кличко — Поветкин не увидел самого бокса. Там было всё, кроме бокса. С точки зрения зрителя, почувствовал себя обманутым. Больше удовольствия получил от предварительной программы, нежели от главного боя. Не считаю, что в этом вина Александра. Здесь вина Владимира, а в большей степени, даже рефери. Кличко делал то, что ему было комфортно для победы. Но куда смотрел рефери. Показалось, что он вёл себя слишком предвзято. Кроме одного очка, которое он снял, можно было снять больше.»[42].
- Дмитрий Чудинов: «Саше нужно было пролезть через паутину, которую весь бой плел Кличко. Владимир вязал его с самого начала, в первых раундах вообще практически не работал, мало бил, только держал Сашу, используя свои габариты. Задача Поветкина была пройти через все это, чего он сделать не смог. Кличко не хотел боксировать, он только боролся. Порой это выглядело как самое настоящее издевательство над боксом. В итоге получился абсолютно незрелищный бой. Кличко этот поединок только портил»[43].